# Enrico Fossa Mancini
Enrico Fossa Mancini (Jesi, 7 dicembre 1884 – La Plata, 12 marzo 1950) è stato un geologo italiano.

## Biografia
Nipote di Carlo Fossa Mancini, si laureò in geologia nel 1907 presso l'università di Perugia e nel 1913 in scienze naturali presso l'università di Pisa. Dal 1913 fu assistente nell'Istituto di Geologia nell'Università di Pisa.
Dal 1916 al 1918 fu tenente di artiglieria nel Regio Esercito italiano, durante la prima guerra mondiale.
Dal 1921 al 1926 fu geologo nel regio ufficio geologico d'Italia. 
Dal 1923 al 1924 fu Professore di Geologia nell'Università di Cagliari, e contemporaneamente direttore del Museo Sardo di Geologia e Paleontologia "Domenico Lovissato".
Nel 1926 si trasferì in Argentina con incarico di professore di geologia strutturale del petrolio nell'Istituto del petrolio della facoltà di Ciencias Exactas Fisicas y Naturales di Buenos Aires.
Nel, 1927, su indicazione del geologo Guido Bonarelli, fu nominato capo geologo della compagnia petrolifera argentina Yacimientos Petrolíferos Fiscales (YPF) e venne incaricato fino al 1929 dell'organizzazione della Comisión Geológica del Golfo de San Jorge a Comodoro Rivadavia.
Nel 1932, sempre per la YPF, si trasferì a Buenos Aires come direttore del Departamento de Exploración fino al 1937. Divenne membro attivo dal 1931 dell'American Association of Petroleum Geologists; collaborò con Scienza del petrolio, edito dall'Università di Oxford.
Nel 1940 fu designato professore titolare di mineralogia e petrografia nella Scuola Superiore di Scienze Naturali dell'Istituto del Museo dell'Università Nazionale di La Plata alla quale donò una biblioteca particolare.
Dottore nell'Istituto del petrolio della facoltà di scienze dell'estrazione, fisica e naturale a Buenos Aires, ottenne le cattedre di geologia del petrolio, introduzione alla geofisica minerale, geologia di campagna e geologia strutturale.
Studiò tra i primi le formazioni geologiche del Plottier, Cerro Lisandro, Bajo de la Carpa e di Anacleto.

## Opere
Pubblicò 130 testi di geologia generale e regionale, idrogeologia, geologia militare, geologia del petrolio, geofisica applicata, geografia fisica, petrografia e paleontologia.
- 1914 - Qualche nuova osservazione sulla grotta del Vernino
- 1915 - Lias e giura nella montagna della Rossa
- 1915 - La presenza del pliocene nella collina di Rosora in prov. di Ancona
- 1916 - Studio geologico di tre sorgenti per l'acquedotto di Jesi
- 1921 - Geologia ed idrogeologia della Gola del Sentino nella Marca di Ancona
- 1922 - L'arte mineraria e metallurgica al tempo degli etruschi: ciò che hanno rivelato gli scavi di Populonia
- 1923 - Una frana per scivolamento presso Jesi
- 1933 - Geophysics as an aid in the search for oilbering structures in the Argentine